# Gafsa
Gafsa je mesto, guvernat in oaza v osrednji Tuniziji. Predstavlja center industrije fosfatov, ki je velikega pomena za državno ekonomijo, zraven tega pa je pomembno prometno križišče. Ocenjena populacija je 60.000. Kraj se nahaja na 34º 25' 30 s.g.š. in 8º 47' 3 v.g.d., njegova nadmorska višina pa je 297 m.
Znamenita točka kraja so dobro ohranjeni 5 m globoki rimski bazeni z izviri tople vode. Prav tako je znan mestni kasbah, ki je bil zgrajen v času vladavine Hafsidov v 13. stoletju na temeljih bizantinske utrdbe, kasneje pa močno poškodovan v 2. svetovni vojni ter nato obnovljen. Med znamenitosti sodi še bogataška rezidenca Dar Loungo iz 18. stoletja.
Oaza Gafsa šteje približno 100.000 palmovcev.

## Gospodarstvo
Leta 1886 so Francozi v gorovju zahodno od mesta odkrili velike količine fosfatov in jih začeli izkoriščati. Danes je industrija še vedno aktivna, saj letno izkoplje 6,5 milijona ton fosfatov. Ti potujejo po železnici do pristaniškega mesta Sfax, od koder jih Tunizija izvaža v svet.
Zraven tega dobiček prinašata tudi izdelava ročnih izdelkov in tapetarstvo, a se mesto kljub temu sooča z visoko stopnjo emigracije mladih v severne predele dežele.

## Zgodovina
Kraj se je razvil pred vsaj 15.000 leti kot postojanka na poti karavan iz Sahare proti obalam Sredozemlja in dobil ime Capsa. Leta 107 pr. n. št. pa je padlo in bilo uničeno pod poveljstvom rimskega konzula Marija. Nadaljnji razvoj je potekal pod rimskim imperijem, leta 540 n. št. pa so ga utrdili Bizantinci ter mu nadeli ime Justiniana. Leta 688 je nadzor nad mestom prevzel arabski osvajalec Oqba ibn Nafi, a je naletel na odpor Berberov proti islamizaciji, zaradi česar se je ohranil latinski jezik do 12. stoletja. Leta 1551 je mesto napadel pirat Dragut, a je slednje padlo šele po petih letih.
V 2. svetovni vojni je mesto v letih 1942 in 1943 prestalo nekaj nemških bombardiranj, v katerih je bil poškodovan kasbah. 